# 漏斗车

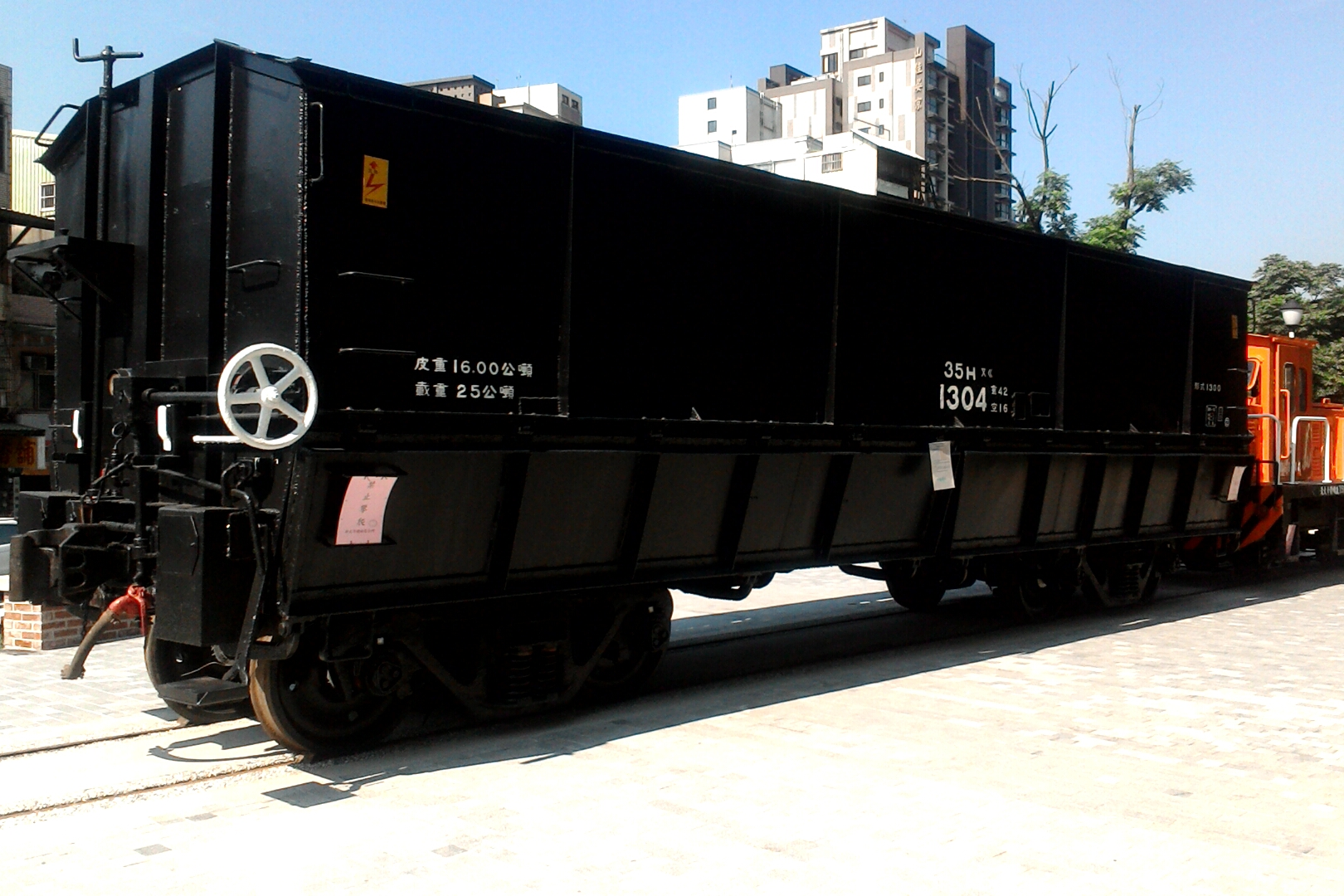
展示於樹林鐵道地景公園的35H1304。

漏斗车是一类铁路货运车辆，在车体底部开有卸货口，用于运输并能自卸大宗货物，如煤炭、矿石, 谷物、道碴等。可分为有上盖（covered）的漏斗车与无上盖的开放的（open）的漏斗车。有上盖的漏斗车运输不应暴露于天气影响的货物，如谷物、糖、化肥等。 
中华人民共和国的铁路货车中，矿石车、粮食车、水泥车都属于漏斗车。
英文的"hopper"早在13世纪就有了漏斗车之意，鉴于杰弗里·乔叟的故事"The Reeve's Tale"表示一种机器把麦子磨成面粉。 